# 런던 아카데미 오브 뮤직 앤드 드라마틱 아트

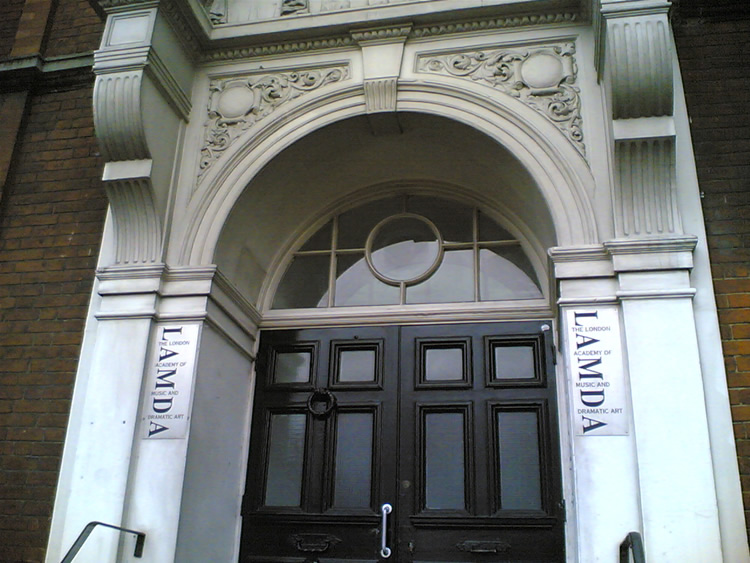
LAMDA의 메인 입구

런던 아카데미 오브 뮤직 앤드 드라마틱 아트(영어: London Academy of Music and Dramatic Art, LAMDA)는 영국 런던에 위치한 연극 학교이다. 2018년 1월 16일부터 티머시 웨스트를 이어 베네딕트 컴버배치가 총장을 역임하고 있다.